# The Brooklyn Tower
The Brooklyn Tower (originariamente noto come 340 Flatbush Avenue Extension e anche 9 DeKalb Avenue) è un grattacielo ad uso residenziale in costruzione a Brooklyn. Una volta completato, diventerà la struttura più alta di New York City al di fuori di Manhattan.

## Storia

### Pianificazione
Il gruppo Chetrit di JDS e Joseph Chetrit ha terminato l'acquisizione del sito alla fine del 2015. L'edificio della Dime Savings Bank era precedentemente di proprietà di JP Morgan Chase ed era utilizzato come filiale bancaria. L'edificio è stato venduto per $ 90 milioni.
I piani per la struttura sono stati presentati per la prima volta a metà 2014, richiedendo un edificio di settanta piani di circa 230 metri, anch'esso progettato da SHoP Architects . L'edificio segnerà la terza collaborazione tra JDS e SHoP, dopo 111 West 57th Street e American Copper Buildings .
Nel dicembre 2015, Fortress Investment Group ha concesso un prestito di $ 115 milioni a JDS e Chetrit Group per l'acquisto del sito e per il rifinanziamento del debito associato alla proprietà di Dime Bank. All'inizio del 2016 sono stati lanciati nuovi piani con una leggera estensione in altezza e uno spazio ridotto per la vendita al dettaglio. Le modifiche proposte all'attuale struttura della Cassa di risparmio Dime sono state approvate dalla Commissione per la conservazione dei punti di riferimento di New York nell'aprile 2016, indicando il supporto per la costruzione dell'edificio. Le modifiche includono la rimozione di aggiunte non originali alla struttura e la riparazione di danni al marmo e al rame dell'edificio.

### Finanziamento e costruzione

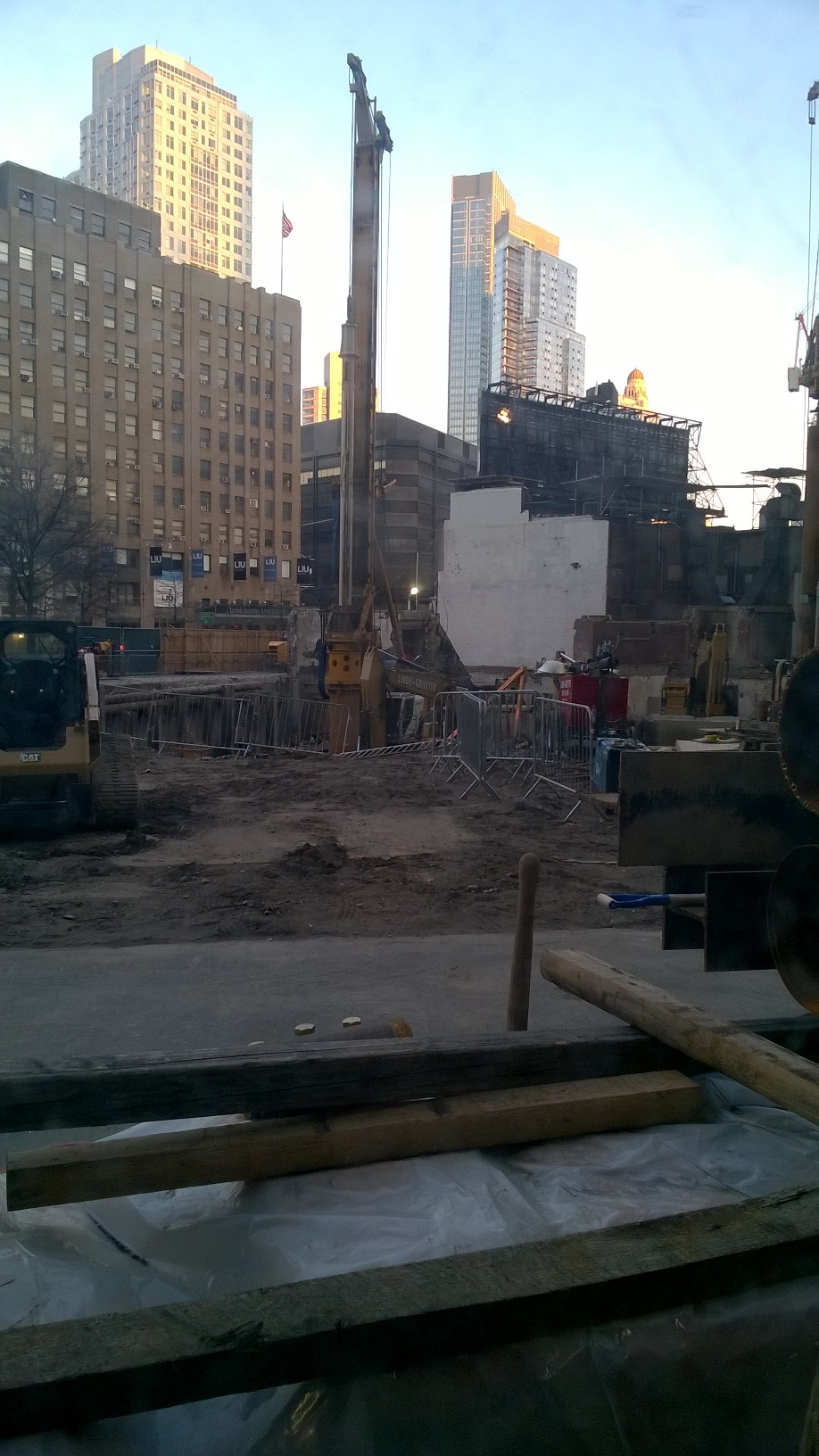
Creazione delle fondamenta di 9 Dekalb Avenue il 6 aprile 2019.

Nel febbraio 2017, Bank OZK e Melody Finance hanno emesso un ponte da $ 135 milioni e un prestito di pre-sviluppo per il progetto.  JDS ha investito ulteriori $ 60 milioni in azioni nell'agosto 2018 per acquistare la partecipazione di Chetrit nella proprietà, portando la proprietà del progetto al 100%. La costruzione è iniziata a metà del 2018. A novembre 2018, il fondo di debito di Silverstein Properties, Silverstein Capital, si avvicinava a un prestito da 240 milioni di dollari per il progetto, oltre a 400 milioni di dollari di debito aggiuntivo da un prestatore senior. Il prestito è stato chiuso nell'aprile 2019, insieme a $ 424,1 milioni in finanziamenti per l'edilizia da Otéra Capital.

## Design
9 DeKalb incorporerà lo storico edificio Dime Savings Bank, progettato da Mowbray e Uffinger . L'edificio è rivestito in pietra, bronzo e acciaio inossidabile. SHoP ha affermato che l'azienda si è ispirata al design del Dime Bank Building, con le caratteristiche verticali dell'edificio che rispecchiano le colonne della banca. Gregg Pasquarelli, preside di SHoP, ha definito il design sia "tosto" che "piuttosto elegante".

### Uso
L'edificio comprenderà circa 150 condomini e 425 appartamenti e le residenze comprenderanno circa 466 000 piedi quadri (43 300 m²). Ci saranno 140 000 piedi quadri (13 000 m²)     di spazio commerciale, e la Dime Savings Bank sarà convertita in vendita al dettaglio di lusso e possibilmente un ingresso al nuovo edificio.  Il quinto piano includerà una terrazza all'aperto. Le unità abitative sono progettate per essere proprietà in affitto e gli sviluppatori hanno richiesto agevolazioni fiscali attraverso il programma di esenzione fiscale 421 dello stato nel 2015, prima della scadenza di quel programma, che richiederebbe di dedicare almeno il venti percento delle unità dell'edificio come alloggi a prezzi accessibili .

### Posizione
La struttura proposta sarà situata nel centro di Brooklyn e sarà a diversi isolati dagli ex edifici più alti di Brooklyn, AVA DoBro e 388 Bridge Street . Entrambi vennero superati da The Hub nel 2017. Se costruito come previsto, l'edificio sarà leggermente inferiore all'altezza di Avalon e 388 Bridge.  L'edificio sarà adiacente ad altri alti sviluppi ad uso misto, come le tre torri di City Point.